# دنیس پیدروچنی
دنیس پیدروچنی (اوکراینی: Денис Вадимович Підручний؛ زادهٔ ۱۰ ژوئیهٔ ۲۰۰۱) بازیکن فوتبال است.
وی همچنین در تیم‌های ملی فوتبال Ukraine national under-16 football team, Ukraine national under-17 football team, Ukraine national under-18 football team، و Ukraine national under-19 football team بازی کرده‌است.